# Batalha de Koromogawa
A Batalha de Koromogawa foi um conflito bélico que ocorreu nos primeiros anos do Período Kamakura da história do Japão.

## Causas
Com o fim das Guerras Genpei, em 1185, Minamoto no Yoshitsune mudou-se para Kyoto, junto com o Imperador Go-Shirakawa (issei).
O novo líder do Japão, Minamoto no Yoritomo, irmão de Yoshitsune, com ciúmes de sua fama, preocupado com a influência de seu irmão, e como uma possível violação de seus privilégios de atribuir terras para seus vassalos como recompensa pelos esforços de guerra, mantêm um olho em seu irmão desde Kamakura.
Yoshitsune, cujo comportamento durante a guerra gerou muitos desafetos (táticas ousadas, inspiradas pelos monges e montanheses entre os quais havia crescido, parecia um sacrilégio aos olhos dos guerreiros samurais ligados a práticas tradicionais), se encontrava politicamente isolado. Quando a situação estava insustentável pediu ajuda ao Imperador Go-Shirakawa, mas já era tarde demais. Então foi forçado a fugir de novo para a proteção de Fujiwara no Hidehira, líder do poderoso clã Fujiwara do norte, em Hiraizumi, na Província de Mutsu, ao norte da ilha de Honshu. Hidehira morre em 1187, e deixa um testamento indicando Yoshitsune para ocupar o lugar de governador, em vez de seu filho Fujiwara no Yasuhira. Yasuhira se recusa a ser deserdado, e permite que Yoritomo saiba onde está seu irmão.

## A Batalha
Ao saber da localização de Yoshitsune, Yoritomo mandou seu exército ao extremo norte do país, o que os levou precisamente a esta batalha, que culminaria com a derrota e morte de Yoshitsune.
A batalha ocorreu nas margens do rio Koromo próximo a Hiraizumi, na Província de Mutsu em 15 de junho de 1189. Apesar da derrota do exército do clã Minamoto, sobressaltou a brava defesa de Saitō no Musashibō Benkei, lutando até à morte para salvar Yoshitsune. Pouco depois de Benkei morrer, Yoshitsune comete seppuku.
Depois desta batalha, Yoritomo se autoproclamaria xogum.